# Fannia carbonaria
Fannia carbonaria là một loài ruồi trong họ Fanniidae.

## Hình ảnh

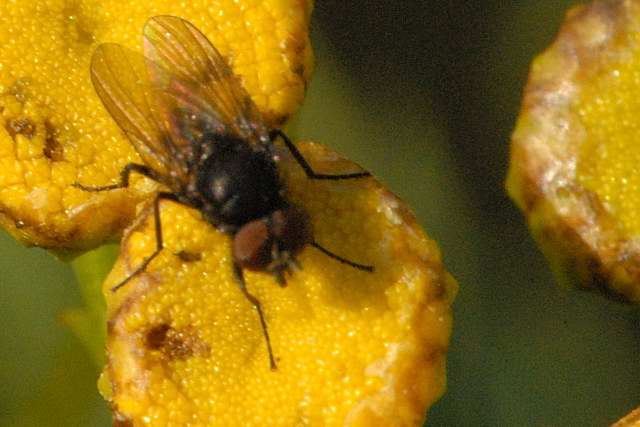
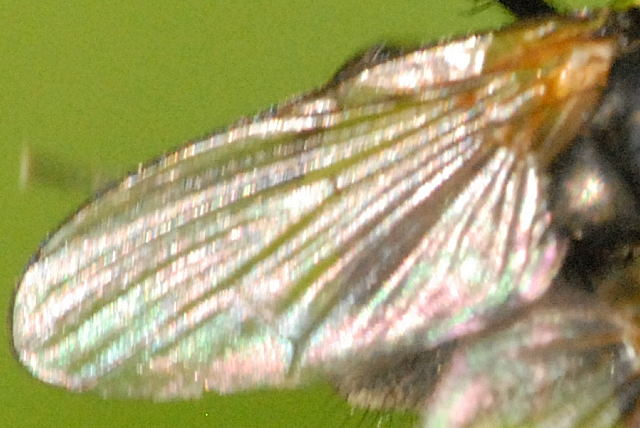